# Pyrrho van Elis
Pyrrho (Oudgrieks: Πύρρων) (Ca. 360 - 270 v.Chr.) was een Grieks filosoof uit Elis en de grondlegger van het pyrronistisch scepticisme.

## Levensloop
Er is weinig over het leven van Pyrrho bekend en de weinige bronnen zijn niet in overeenstemming. Pyrrho was vermoedelijk een zoon van Pleistarchos, hoewel Pausanias schrijft dat hij de zoon was van Pisokrates.
Diogenes Laërtius schrijft, verwijzend naar Apollodorus, dat Pyrrho in armoedige omstandigheden opgroeide en oorspronkelijk een schilder was. Hij schijnt echter een erg matig kunstenaar geweest te zijn. Later zou hij geboeid worden door de filosofie en in de leer gaan bij Stilpo en vermoedelijk ook bij Bryson, een leerling van Socrates, beide Megarische dialectici. Ook zou hij beïnvloed zijn door de leer van Demokritos. Nadien zou hij een volgeling worden van Anaxarchos, met wie hij samen Alexander de Grote vergezelde op diens reizen in het oosten. Daar zou Pyrrho in de leer zijn gegaan bij de gymnosofisten in India en bij de Magi in Perzië.
Van deze oosterse wijzen zou hij de solitaire levensstijl hebben overgenomen en bij zijn terugkeer in Griekenland koos hij dan ook voor een eenvoudig bestaan. Desondanks werd hij erg gerespecteerd door de inwoners van Elis, alsook door de Atheners, die hem uiteindelijk het burgerschap toekenden.

## Leer

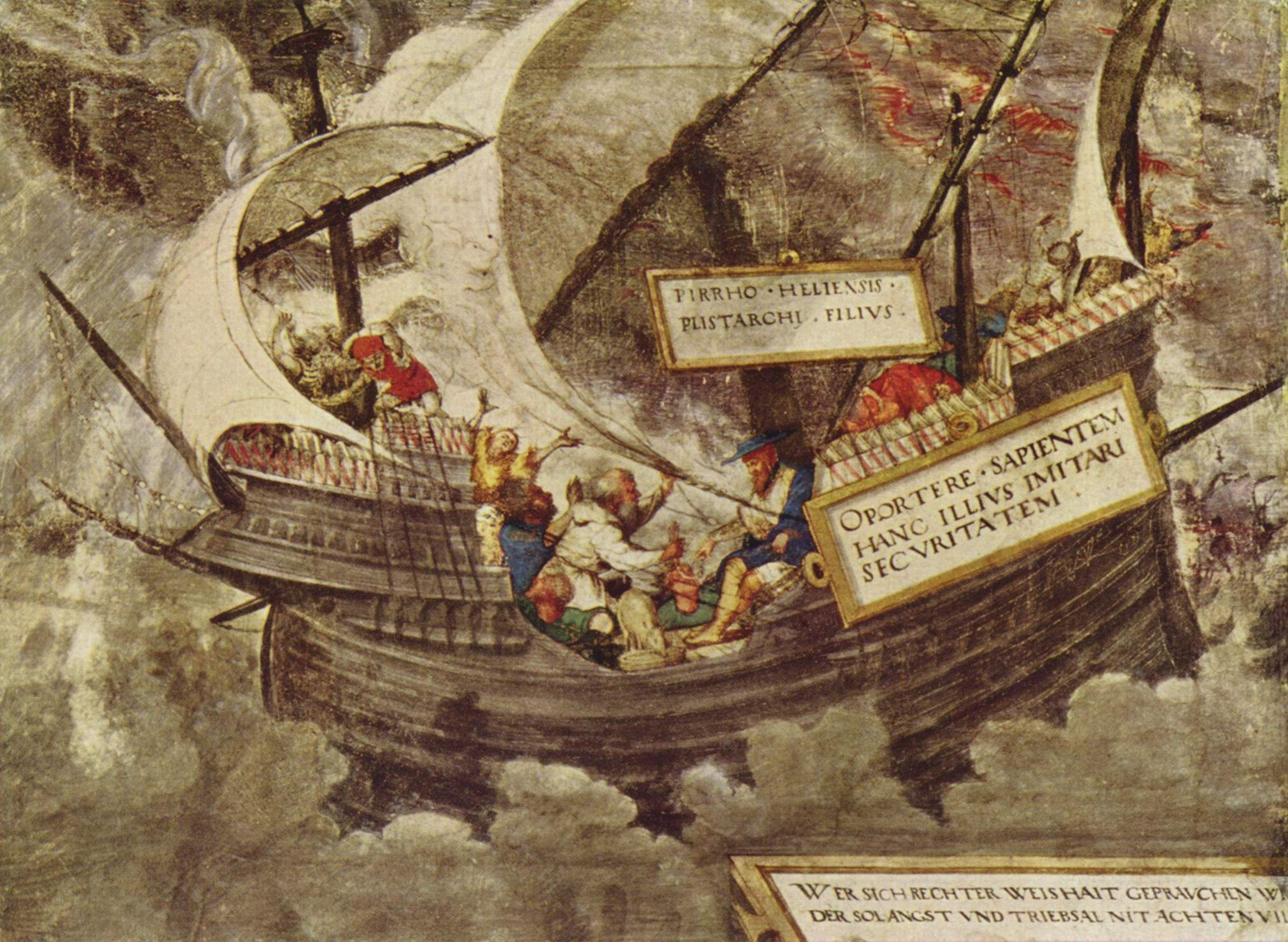
Πύρρων

Pyrrho heeft zelf nooit zijn gedachten neergeschreven en zijn leer is dan ook overwegend bekend door de satirische geschriften van zijn leerling Timon van Phlius.
Het belangrijkste principe in zijn werk is het begrip Acatalepsia, wat inhoudt dat het onmogelijk is de dingen te kennen in hun eigen natuur. Tegen elke propositie kan het tegendeel met evenveel redelijkheid gesteld worden. Uit deze gevolgtrekking concludeert hij dat we een houding van opschorting van alle oordelen moeten nastreven. Geen enkele aanname is immers beter dan een andere. Dit principe van opschorting van alle oordelen moet volgens Pyrrho niet enkel toegepast worden in het theoretische denken, maar ook in het dagelijkse leven. Pyrrho concludeert dat aangezien niets gekend kan worden, de enige juiste houding de Ataraxia is, de onbezorgheid of vrijheid van bezorgdheid. Dat Pyrrho zijn eigen leer erg letterlijk opvatte en in de praktijk toepaste, wordt beschreven door Diogenes Laërtius. Die meldt dat Pyrrho tijdens het wandelen nooit aan de kant ging voor objecten of personen die zijn weg blokkeerden, volgens hem kon men immers niet zeker zijn dat de dingen er werkelijk waren. Hij moest daarom steevast door zijn leerlingen bijgestaan worden om geen ongelukken te veroorzaken. Deze getuigenis moet waarschijnlijk met een grote korrel zout genomen worden. Waarschijnlijk heeft Diogenes deze anekdote overgenomen van leden van concurrerende filosofen die graag de draak staken met de vreemde opvattingen van Pyrrho.
De onmogelijkheid van kennis, zelfs ten aanzien van onze eigen onwetendheid of twijfel, zou tot gevolg moeten hebben dat de wijze man zich in zichzelf zal keren, om zo de stress en emotie te vermijden die gepaard gaan met het wedijveren van de kennis, wat in feite niet meer is dan verbeelding. Dit radicale scepticisme is de eerste en meest grondige vertegenwoordiging van het agnosticisme ten aanzien van de kennis. De ethische implicaties ervan kunnen vergeleken worden met het ideaal van onbezorgdheid dat centraal staat bij de Stoa en in het Epicurisme.
De juiste methode van de wijze is volgens Pyrrho dat hij zichzelf drie vragen stelt. Eerst moet hij zich de vraag stellen wat de dingen zijn en hoe ze zijn opgebouwd. Ten tweede moet hij zich afvragen hoe de mens verbonden is met de dingen. Ten derde moet de wijze mens zich afvragen hoe onze houding ten aanzien van de dingen moet zijn. Op de eerste vraag kunnen we niets antwoorden aangezien we geen kennis hebben, ook niet over de dingen. We weten enkel hoe de dingen aan ons verschijnen, over de eigenlijke innerlijke natuur van de substanties zijn we onwetend.
Hetzelfde ding kan op een andere manier verschijnen bij verschillende mensen en daarom is het onmogelijk om te weten welke mening de juiste is. De diversiteit aan meningen onder wijzen, maar ook onder de gewone mensen, zou hier het bewijs van vormen. Van elke aanname kan het tegendeel op even goede gronden plausibel zijn. Wat ook mijn eigen mening is, een ander, die net zo pienter en bekwaam is als ik, kan met evenveel recht een volledig tegenovergestelde mening verdedigen. Hieruit volgt dat de mens louter meningen kan hebben en dat zekere kennis buiten ons bereik ligt.
Bijgevolg zou onze houding ten aanzien van de dingen er één moeten zijn van complete opschorting van elk oordeel. We kunnen geen zekerheid hebben over de dingen, zelfs niet van de meest triviale dingen. Dit houdt ook in dat men geen waardeoordelen kan vellen. Zo kan niets goed of slecht, rechtvaardig of onrechtvaardig genoemd worden. Alleen wanneer we ons van elk waarde- of kennisoordeel onthouden, kunnen we volgens Pyrrho een gelukkig leven leiden.